# Pallacanestro ai Giochi della XXIV Olimpiade - Torneo femminile
Il torneo femminile di pallacanestro ai Giochi della XXIV Olimpiade ebbe inizio il 19 settembre 1988 e si concluse il 29 settembre. Gli Stati Uniti vinsero la medaglia d'oro, l'argento andò alla Jugoslavia e il bronzo all'Unione Sovietica.
La formula del torneo prevedeva una fase preliminare con 2 gironi all'italiana, al termine dei quali le prime 2 classificate di ciascun girone accedevano alle semifinali; le altre squadre disputavano gli incontri di classificazione dal 5º all'8º posto.

## Risultati

### Fase preliminare

#### Gruppo A
| Team                | Pt | V - P | PF - PS   |
| ------------------- | -- | ----- | --------- |
| 1. Australia        | 5  | 2 - 1 | 178 - 196 |
| 2. Unione Sovietica | 5  | 2 - 1 | 208 - 188 |
| 3. Bulgaria         | 4  | 1 - 2 | 217 - 241 |
| 4. Corea del Sud    | 4  | 1 - 2 | 244 - 222 |

#### Gruppo B
| Team              | Pt | V - P | PF - PS   |
| ----------------- | -- | ----- | --------- |
| 1. Stati Uniti    | 6  | 3 - 0 | 282 - 234 |
| 2. Jugoslavia     | 5  | 2 - 1 | 199 - 211 |
| 3. Cina           | 4  | 1 - 2 | 200 - 214 |
| 4. Cecoslovacchia | 3  | 0 - 3 | 202 - 224 |

### Fase finale

#### Piazzamenti 5º-8º posto
|  | Spareggi       | Spareggi       | Spareggi |          |      | Finale 5º-6º posto | Finale 5º-6º posto | Finale 5º-6º posto |  |
|  |                |                |          |          |      |                    |                    |                    |  |
|  | Bulgaria       | Bulgaria       | 81       |          |      |                    |                    |                    |  |
|  | Bulgaria       | Bulgaria       | 81       |          |      |                    |                    |                    |  |
|  | Cecoslovacchia | Cecoslovacchia | 78       |          |      |                    |                    |                    |  |
|  | Cecoslovacchia | Cecoslovacchia | 78       |          | Cina | Cina               | 74                 |                    |  |
|  |                |                |          |          | Cina | Cina               | 74                 |                    |  |
|  |                |                | Bulgaria | Bulgaria | 102  |                    |                    |                    |  |
|  | Cina           | Cina           | Bulgaria | Bulgaria | 102  | 97                 |                    |                    |  |
|  | Cina           | Cina           |          |          |      | 97                 |                    |                    |  |
|  | Corea del Sud  | Corea del Sud  | 95       |          |      | Finale 7º-8º posto | Finale 7º-8º posto | Finale 7º-8º posto |  |
|  | Corea del Sud  | Corea del Sud  | 95       |          |      |                    |                    |                    |  |
|  |                |                |          |          |      |                    |                    |                    |  |
|  |                |                |          |          |      | Cecoslovacchia     | Cecoslovacchia     | 59                 |  |
|  |                |                |          |          |      | Cecoslovacchia     | Cecoslovacchia     | 59                 |  |
|  |                |                |          |          |      | Corea del Sud      | Corea del Sud      | 77                 |  |

| Seul 27 settembre 1988, ore 19:30 | Bulgaria | 81 – 78 (49-42) referto | Cecoslovacchia | Jamsil Students' Gymnasium |

| Seul 27 settembre 1988, ore 21:30 | Cina | 97 – 95 (d.1t.s.) (43-38, 85-85) referto | Corea del Sud | Jamsil Students' Gymnasium |

| Seul 28 settembre 1988, ore 19:30 | Corea del Sud | 77 – 59 (41-26) referto | Cecoslovacchia | Jamsil Students' Gymnasium |

| Seul 29 settembre 1988, ore 9:45 | Cina | 74 – 102 (19-53) referto | Bulgaria | Jamsil Students' Gymnasium |

#### Semifinali
| Seul 27 settembre 1988, ore 9:45 | Australia | 56 – 57 (30-32) referto | Jugoslavia | Jamsil Students' Gymnasium |

| Seul 27 settembre 1988, ore 11:45 | Stati Uniti | 102 – 88 (50-39) referto | Unione Sovietica | Jamsil Students' Gymnasium |

#### Finali
- 3º-4º posto

| Seul 28 settembre 1988, ore 21:30 | Australia | 53 – 68 (21-32) referto | Unione Sovietica | Jamsil Students' Gymnasium |

- 1º-2º posto

| Seul 29 settembre 1988, ore 12:00 | Jugoslavia | 70 – 77 (36-42) referto | Stati Uniti | Jamsil Students' Gymnasium |

## Classifica finale
| Campione olimpico | Campione olimpico | Campione olimpico |
| --- | ----------------- | --- |
| Stati Uniti4 Edwards, 5 Ethridge, 6 Brown, 7 Donovan, 8 Weatherspoon, 9 Gordon, 10 Bullett, 11 Lloyd, 12 McClain, 13 Gillom, 14 Cooper, 15 McConnell, All. Kay Yow |                   | |
| Argento | Jugoslavia        | Jugoslavia4 Vangelovska, 5 Vild, 6 Nakić, 7 Lelas, 8 Mujanović, 9 Milošević, 10 Lakić, 11 Bajkuša, 12 Golić, 13 Kvesić, 14 Arbutina, 15 Dornik, All. Milan Vasojević                     |
| Bronzo | Unione Sovietica  | Unione Sovietica4 Evkova, 5 Gerlic, 6 Barel', 7 Sumnikova, 8 Burjakina, 9 Jakovleva, 10 Minch, 11 Leonova, 12 Chudašova, 13 Tuomaitė, 14 Zasul'skaja, 15 Savičkaja, All. Leonid Jačmenëv |
| 4. | Australia         | Australia4 Maher, 5 Brondello, 6 Cheesman, 7 Timms, 8 Quinn, 9 Mickan, 10 Nykiel, 11 Slimmon, 12 Moffa, 13 Dalton, 14 Gorman, 15 White, All. Robbie Cadee                                |
| 5. | Bulgaria          | Bulgaria4 Todorova, 5 Spasova, 6 Najdenova, 7 Vajsilova, 8 Dermendžieva, 9 Dragomirova, 10 Vasileva, 11 Radkova, 12 Slavčeva, 13 Staneva, 14 Cekova, 15 Kosturkova, All. Ivan Lepičev    |
| 6. | Cina              | Cina4 Han, 5 Ling, 6 Li, 7 Zhao, 8 Zhang, 9 Zhan, 10 Peng, 11 Zheng, 12 Cong, 13 Xue, 14 Liu, 15 Xu, All. Lü Changxin                                                                    |
| 7. | Corea del Sud     | Corea del Sud4 Lee G., 5 Kim M., 6 Choe, 7 Lee H., 8 Park Chan-mi, 9 U, 10 Jeong, 11 Kim Hw., 12 Kim Hy., 13 Park Chan-suk, 14 Seong, 15 Jo, All. Sin Dong-pa                            |
| 8. | Cecoslovacchia    | Cecoslovacchia4 Kysilková, 5 Kašová, 6 Kalužáková, 7 Kotíková, 8 Hájková, 9 Kotočová, 10 Brziaková, 11 Zarevúcká, 12 Dobrovičová, 13 Adamcová, 14 Valová, 15 Berková, All. Jan Karger    |